# Kulturhaus Hainholz

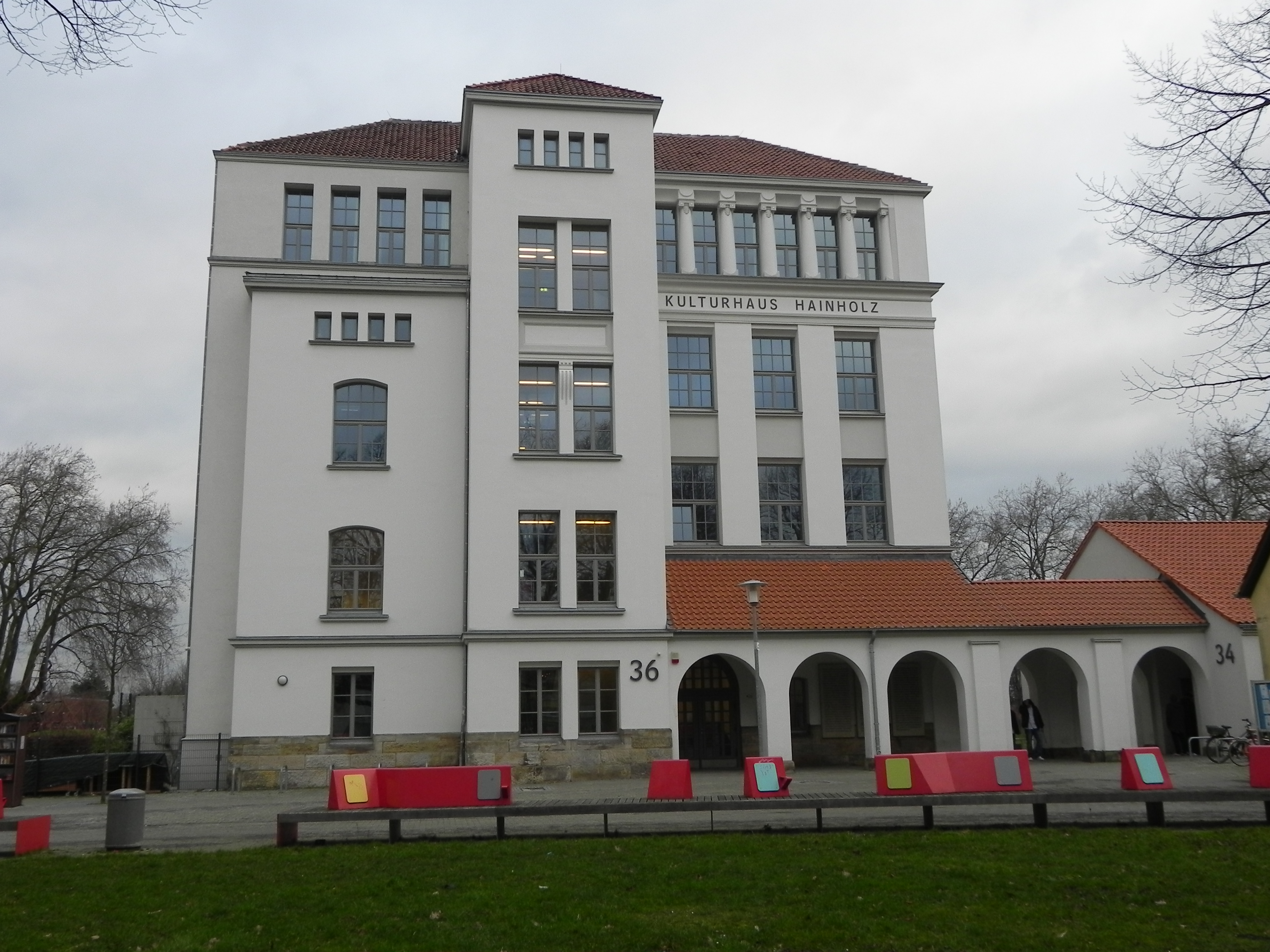
Kulturhaus Hainholz

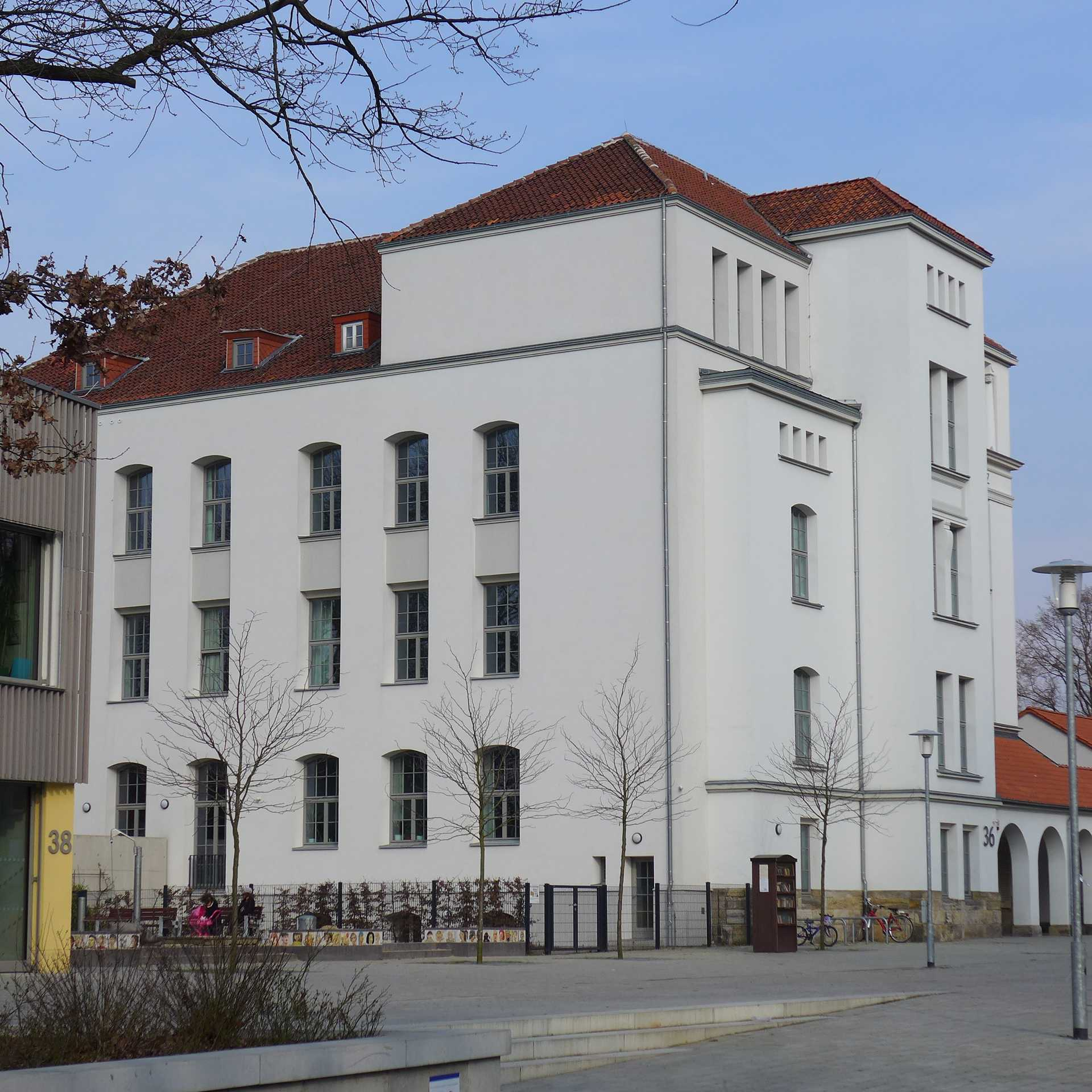
Kulturhaus Hainholz

Das Kulturhaus Hainholz ist das Kulturzentrum und der Kulturtreff im Stadtteil Hainholz in Hannover. Zudem ist es einer der Standorte der Ada-und-Theodor-Lessing-Volkshochschule.

## Geschichte
Das im Jahr 1905 erbaute Gebäude diente anfangs als Volkshochschule. Bis 2005 wurde es als städtische Schule genutzt, indem es einer der Standorte der Alice-Salomon-Schule war. 2009 bis 2010 wurde der mehrstöckige Bau saniert, gefördert durch das Bundesministerium für Verkehr, Bau und Stadtentwicklung.